# Étienne Bonnot de Condillac
Étienne Bonnot de Condillac (Grenoble, 30 settembre 1714 – Beaugency, 3 agosto 1780) è stato un filosofo, enciclopedista ed economista francese.
Contemporaneo di Adam Smith e d'ispirazione liberale, è stato un esponente di spicco del sensismo, ma viene ricordato anche per il suo contributo alla psicologia, alla gnoseologia e alla filosofia della mente.

## Vita
Nacque a Grenoble da una famiglia di giuristi, e, come il fratello maggiore, il famoso scrittore politico, abate di Mably, prese l'ordine sacro e divenne abate di Mureau.
In entrambi i casi la professione era solo nominale, e l'intera vita di Condillac, con l'eccezione del periodo in cui fu tutore alla corte di Parma, si dedicò ai suoi studi. Le sue opere furono Saggio sull'origine delle conoscenze umane (1746), Trattato sui sistemi (1749), Trattato sulle sensazioni (1754), Trattato sugli animali (1755), un completo Corso di studi (1767-1773) in 13 volumi, scritti per il giovane Duca Ferdinando di Borbone, nipote di Luigi XV, Il commercio e il governo, considerati l'uno relativamente all'altro (1776), e due lavori postumi, la Logica (1781) e l'incompleto Linguaggio dei calcoli (1798).
Nei primi giorni a Parigi venne in contatto con la scuola di Diderot. L'amicizia con Rousseau, che durò fino alla morte, può essere dovuta in primo luogo al fatto che Rousseau era stato insegnante privato nella famiglia dello zio di Condillac, M. de Mably, a Lione. Grazie alla sua naturale attenzione e riservatezza, le amicizie di Condillac con i filosofi contemporanei non danneggiarono la sua carriera; egli comprese certamente la scelta della corte francese di mandarlo a Parma per educare il duca orfano, un bambino di sette anni, nel 1758.
Nel 1768, dopo il suo ritorno dall'Italia, fu eletto all'Académie française, ma non partecipò alle riunioni dopo la sua elezione. Spese gli ultimi anni ritirandosi a Flux, una piccola proprietà che acquistò vicino a Beaugency, e vi morì il 3 agosto 1780.

## Opere e pensiero
Condillac fu sia un importante psicologo sia un divulgatore in Francia dei principi di Locke, che fu apprezzato e riconosciuto soprattutto da Voltaire e Brissot. Nell'esporre il suo sensismo empirico, Condillac dimostrò di essere uno dei pensatori migliori del suo periodo e della sua nazione, per lucidità, sintesi, ponderazione. Il suo pensiero, tuttavia, nell'analisi della mente umana, vertice della sua ricerca, mancò di trattare la parte attiva e il lato spirituale dell'esperienza umana.
Il suo primo libro, il Saggio sull'origine delle conoscenze umane, rimase fedele al suo maestro inglese. Egli accettò, con qualche modifica, la deduzione di Locke che la nostra conoscenza derivi da due sorgenti, la sensazione e la riflessione, e usò come principio cardine per la dimostrazione di questa tesi l'associazione delle idee. Il suo libro successivo, il Trattato sui sistemi, fu una vigorosa critica a quei moderni sistemi che erano basati su principi astratti o su ipotesi non verificate. La sua polemica, che fu legata allo spirito di Locke, fu diretta contro le idee innate dei cartesiani, dell'occasionalismo di Malebranche, del monadismo di Leibniz e dell'armonia prestabilita e, soprattutto, contro la concezione della sostanza enunciata nella prima parte dell'Etica di Spinoza.

### Trattato delle sensazioni
Il suo più importante lavoro è il Trattato delle sensazioni (1754), nel quale si libera della tutela di Locke e del suo particolare psicologismo. Era stato condotto, ci dice lui stesso, in parte dalla critica di Mademoiselle Ferrand, alla dottrina di Locke, per la quale i sensi ci danno per la conoscenza intuitiva degli oggetti, come ad esempio accade per l'occhio che individua naturalmente gli oggetti, le forme, le posizioni e le distanze. Le sue discussioni con Mademoiselle Ferrand lo convinsero a considerare le questioni su cui era necessario studiare i nostri sensi separatamente, per distinguere precisamente quali idee avevamo di ogni senso, per osservare come i sensi si formano, e come un senso influisce sull'altro. Il risultato, era sicuro, ci mostra come tutte le facoltà umane e le conoscenze sono trasformate in sensazioni, con l'esclusione di qualsiasi altro principio, come la riflessione.
Il piano del libro si sviluppa con l'autore che immagina una statua organizzata nel suo interno come l'uomo, animata da un'anima che non ha mai ricevuto nessuna idea, nella quale nessun senso-impressione è mai penetrato. Egli libera i suoi sensi uno per uno, iniziando dagli odori, che contribuiscono per primi alla conoscenza umana. Con la prima esperienza dell'odore, la coscienza della statua è interamente occupata da questa esperienza; e questa occupazione è attenzione. L'odore-esperienza della statua produrrà piacere o dolore; e il piacere o il dolore diventeranno il principio-padre che, determinando tutte le operazioni della sua mente, lo innalzeranno a tutta la conoscenza a lei possibile. Il passo successivo sarà la memoria, che è l'impressione prolungata del suo odore-esperienza sull'attenzione. "La memoria non è altro che un modo di sentire". Dalla memoria nasce il confronto: la statua sperimenta, per esempio, l'odore di una rosa, mentre si ricorda quello del garofano; e "il confronto non è nulla di più che prestare attenzione a due cose contemporaneamente". Confronti e giudizi diventano abituali, sono contenuti nella mente e sono organizzati, in modo da formare il principio base dell'associazione delle idee. Dal confronto del passato con le esperienze presenti, rispetto al piacere che donano, nasce il desiderio; il desiderare determina il funzionamento delle nostre facoltà, stimola la memoria e l'immaginazione, e provoca passioni. Le passioni, poi, non esistono, ma sono solo sensazioni modificate.
Queste indicazioni bastano a mostrare l'andamento generale dell'argomento nella prima sezione del Trattato sulle sensazioni. Per mostrare lo svolgimento del trattato sarà invece sufficiente citare le intestazioni dei rimanenti capitoli: "Delle idee dell'Uomo limitate al Senso dell'Odore", "Della limitazione dell'Uomo nel senso dell'udito", "La combinazione di Odore e Suoni", "La sensazione di se stessi, e la sensazione combinata con l'Odore e i Suoni", "I limiti dell'Uomo nel senso della vista".
Nella seconda sezione della trattazione, Condillac concede alla sua statua il senso del tatto, che prima lo informa dell'esistenza degli oggetti esterni. In un'analisi molto attenta ed elaborata, distingue i vari elementi del nostro tatto-esperienza del proprio corpo, il contatto degli oggetti estranei al proprio corpo, l'esperienza del movimento, l'esplorazione della superficie con le mani: segue lo sviluppo delle percezioni della statua delle dimensioni, delle distanze e delle forme. La terza sezione si occupa della combinazione del tatto con gli altri sensi. La quarta sezione si occupa dei desideri, delle attività e delle idee di un uomo isolato che prende possesso di tutti i sensi; alla fine vengono riportate delle osservazioni su di un ragazzo selvaggio che viene trovato a vivere tra gli orsi nelle foreste in Lituania.
La conclusione di tutto il lavoro è che nell'ordine naturale delle cose tutto ha la propria sorgente nella sensazione, ma questa sorgente non è egualmente distribuita in tutti gli uomini; gli uomini differiscono notevolmente nel grado di chiarezza con cui essi la sentono; e, concludendo, quell'uomo non è niente ma è cresciuto; tutte le facoltà innate e le idee devono essere spazzate via. L'ultimo verso suggerisce la differenza che è stata fatta a questa maniera della psicologia dalle moderne teorie dell'evoluzione e dell'ereditarietà.

### Trattato sugli animali
Condillac sostiene che negli animali le abitudini considerate naturali sono in realtà dovute all'esperienza (cioè acquisite), quindi l'istinto può essere assimilato all'intelligenza. Egli attribuisce agli animali tutte le facoltà umane e confuta così la teoria cartesiana dell'automatismo degli animali. Condillac infatti nega che la sensibilità degli animali sia diversa da quella degli esseri umani: «Se le bestie sentono, sentono come noi».

### Corso di studi
I lavori di Condillac sulla politica e sulla storia, contenuti perlopiù nel suo Corso di studi, offrono pochi spunti di interesse, eccetto per la dimostrazione della sua vicinanza al pensiero inglese: egli non ha avuto il calore e l'immaginazione per essere un buono storico. Nella logica, argomento sul quale scrisse molto, ebbe meno successo che nel campo della psicologia. Procede con molte ripetizioni, ma con pochi esempi concreti, con la supremazia del metodo analitico; sostiene che il ragionamento consiste nella sostituzione di un'affermazione con un'altra che sia identica; espone la scienza come un linguaggio ben costruito, un'affermazione che nel suo Linguaggio dei calcoli cerca di dimostrare con l'esempio dell'aritmetica. La sua logica ha in effetti buoni e cattivi punti che noi ci potremmo aspettare di trovare in un sensista che non conosce la scienza ma la matematica. Egli rigetta l'impianto medievale del sillogismo; ma si preclude dal suo punto di vista dal capire il carattere attivo e spirituale del pensiero; né ha avuto quell'interesse nella scienza naturale e nell'apprezzamento del ragionamento induttivo che fu la base del principale merito di J.S. Mill. È abbastanza evidente che la psicologia anti-spiritualistica di Condillac, con la sua spiegazione della personalità come un aggregato di sensazioni, conduce direttamente all'ateismo e al determinismo. Non c'è, tuttavia, motivo di interrogarsi sulla sincerità con cui ripudiò entrambe le conseguenze. Quello che dice sulla religione è sempre in armonia con la sua professione; e ha rivendicato la libertà di esserlo nella dissertazione che ha poco in comune con il Trattato sulle sensazioni con il quale è collegato. Il comune rimprovero del materialismo dovrebbe certamente non essere fatto contro di lui. Lui ha sempre asserito la sostanziale realtà dell'anima; e nelle parole iniziali del suo Saggio, «Comunque se noi saliamo in paradiso, o se scendiamo all'inferno, noi non usciremo mai da noi stessi – è sempre nostra la possibilità di percepire», noi ritroviamo quel soggettivismo che costituisce l'elemento centrale della filosofia di Berkeley.

## La sua eredità
Legate com'erano alla scuola di Locke, le idee di Condillac hanno avuto molto effetto sul pensiero inglese. Negli argomenti legati all'associazione delle idee, la supremazia del piacere e del dolore, e con la spiegazione generale di tutto il contenuto mentale come sensazioni o come sensazioni modificate, la sua influenza può essere avvicinata a quella di Mill, di Bain e di Herbert Spencer. Oltre a tutte le proposizioni che vengono enunciate, Condillac fece un lavoro notevole nella direzione di avvicinare la psicologia alla scienza.
Il suo metodo, comunque, della ricostruzione immaginaria è abbastanza lontano dal modo di pensare inglese. Malgrado le sue proteste contro l'astrazione, l'ipotesi e la sintesi, la sua allegoria della statua è uno dei più alti livelli gradi di astrattismo, ipotetico e sintetico. James Mill si soffermò molto sullo studio delle realtà concrete, mise Condillac nelle mani di suo figlio più giovane indicandolo come esempio del pericolo da evitare nel campo della psicologia. Uno storico moderno (Catherine Hobbs) confrontò Condillac con i filosofi dell'Illuminismo scozzese e con il pensatore pre-evoluzionista Lord Monboddo, che aveva un fascino simile con l'astrazione e le idee.
In Francia, la dottrina di Condillac, così congeniale col tono della filosofia del XVIII secolo, regnò nelle scuole per oltre cinquant'anni, scavalcata solo da chi, come Maine de Biran, diceva di non avere fatto un resoconto sufficiente dell'esperienza cognitiva. Agli inizi del XIX secolo, gli albori romantici della Germania si erano diffusi in Francia, e il sensismo venne sostituito dallo spiritualismo eclettico di Victor Cousin.
La collezione di opere di Condillac fu pubblicata in 23 volumi nel 1798 e altre due o tre volte successivamente; l'ultima edizione (1822) contiene una dissertazione introduttiva di A. F. Théy. L'Enciclopedia metodica contiene un articolo molto lungo su Condillac (Naigeon). Dettagli biografici e critiche al Trattato sui sistemi si trovano nell'opera di J. P. Damiron Memorie utili ad una storia della filosofia nel diciottesimo secolo, tomo III; una critica completa è quella di V. Cousin nel Corso di storia della filosofia moderna, ser. I, tomo III. Consultare anche F. Rethoré Condillac o l'empirismo e il razionalismo (1864); L. Dewaule, Condillac e la psicologia inglese contemporanea (1891).